# John William Theodore Youngs
John William Theodore Youngs (en général cité sous le nom « J. W. T. Youngs », aussi connu comme « Ted Youngs ») est un mathématicien américain, né le 21 août 1910 à Bilaspur en Inde et mort le 20 juillet 1970 à Santa Cruz en Californie. Il a travaillé notamment en combinatoire, en topologie algébrique et en topologie.

## Biographie
Youngs était fils d'un missionnaire. Il effectue des études  undergraduate au Wheaton College en Illinois, et obtient un PhD à l'Université d'État de l'Ohio en 1934 sous la supervision de Tibor Radó.  Youngs enseigne ensuite pendant trois ans à la Stony Brook School, un lycée à New York, avant de retourner comme instructeur à l’université de l’Ohio. En 1941, il rejoint l'Université Purdue, où il reste jusqu’en 1946 à l’exception d’une année de service militaire en Angleterre. En 1946, il obtient un poste de professeur associé à l'Université de l'Indiana  à Bloomington. Il y enseigne 18 ans ;  les huit dernières années, il est directeur du département de mathématiques. À partir de 1964 il est professeur à l’Université de Californie à Santa Cruz, où il participe au développement du département de mathématiques naissant, et où il est président du sénat académique de l'université.

## Travaux de recherche
Youngs a travaillé en  topologie géométrique ; il a par exemple traité de questions sur l'équivalence de Frechét de surfaces topologiques, mais il est surtout connu pour ce qui est appelé le théorème de Ringel-Youngs qui est la preuve en 1968, par Ringel et Youngs, de la conjecture de Heawood qui est étroitement lié à l'analogue du théorème des quatre couleurs pour des surfaces de genre plus élevé. Durant ses dernières années d'activité, il a publié une douzaine d'articles, dont certains sont parus après sa mort, qui simplifient divers cas dans la démonstration de la conjecture de Heawood, avec Richard K. Guy, Edward M. Landesman, Gerhard Ringel, ou Lloyld R. Welch.
En plus de ses activités d'enseignement, John Youngs était consultant pour les Laboratoires Sandia, la Rand Corporation et l'Institute for Defense Analyses (en), et également  curateur du Carver Research Foundation Institute à Tuskegee en Alabama. En 1946–1947 il a été Guggenheim Fellow. L'université de Californie à Santa Cruz a instauré un prix de mathématiques pour undergraduates qui porte son nom.

## Source
- Gerhard Ringel, « J. W. T. Youngs (1910-1970) », Journal of Combinatorial Theory (série B), vol. 13, no 1,‎ août 1972, p. 91-93 (lire en ligne, consulté le 3 janvier 2018). — Notice nécrologique
- J. W. T. Youngs, Mathematics: Santa Cruz. — Notice nécrologique sur le site calisphere de  l'université de Californie.